# Staats-Spaanse Linies
De Staats-Spaanse Linies zijn een stelsel van militaire verdedigingslinies, ontstaan tijdens de Tachtigjarige Oorlog (1568-1648) en de Spaanse Successieoorlog (1701–1714) in het noorden van het graafschap Vlaanderen.  Tussen Staats-Vlaanderen - het huidige Zeeuws-Vlaanderen - en het Spaanse gebied onmiddellijk daarbuiten - de stad Antwerpen en het noorden van de provincies Oost- en West-Vlaanderen - ontstond een heuse frontzone. Deze linies bestonden uit versterkte steden zoals Sluis, Aardenburg, Oostburg, Axel en Hulst ('Staats') of Oostende, Damme, Middelburg, Gent, en Antwerpen ('Spaans'). Langs de toegangswegen werden forten, schansen en redoutes opgericht, vaak met de steden of onderling verbonden door dijken. Het netwerk van verdedigingslinies werd soms geënt op oude middeleeuwse bedijkingen langs zeegeulen of op de dijken van kanalen of brede wateren. Met inundaties of onderwaterzettingen controleerden de strijdende partijen strategische plaatsen in de frontzone.
Tegenwoordig zijn vele overblijfselen van deze Linies duidelijk in het landschap aanwezig en vertegenwoordigen hoge cultuurhistorische en natuurwaarden.

## Geschiedenis

### Tachtigjarige Oorlog

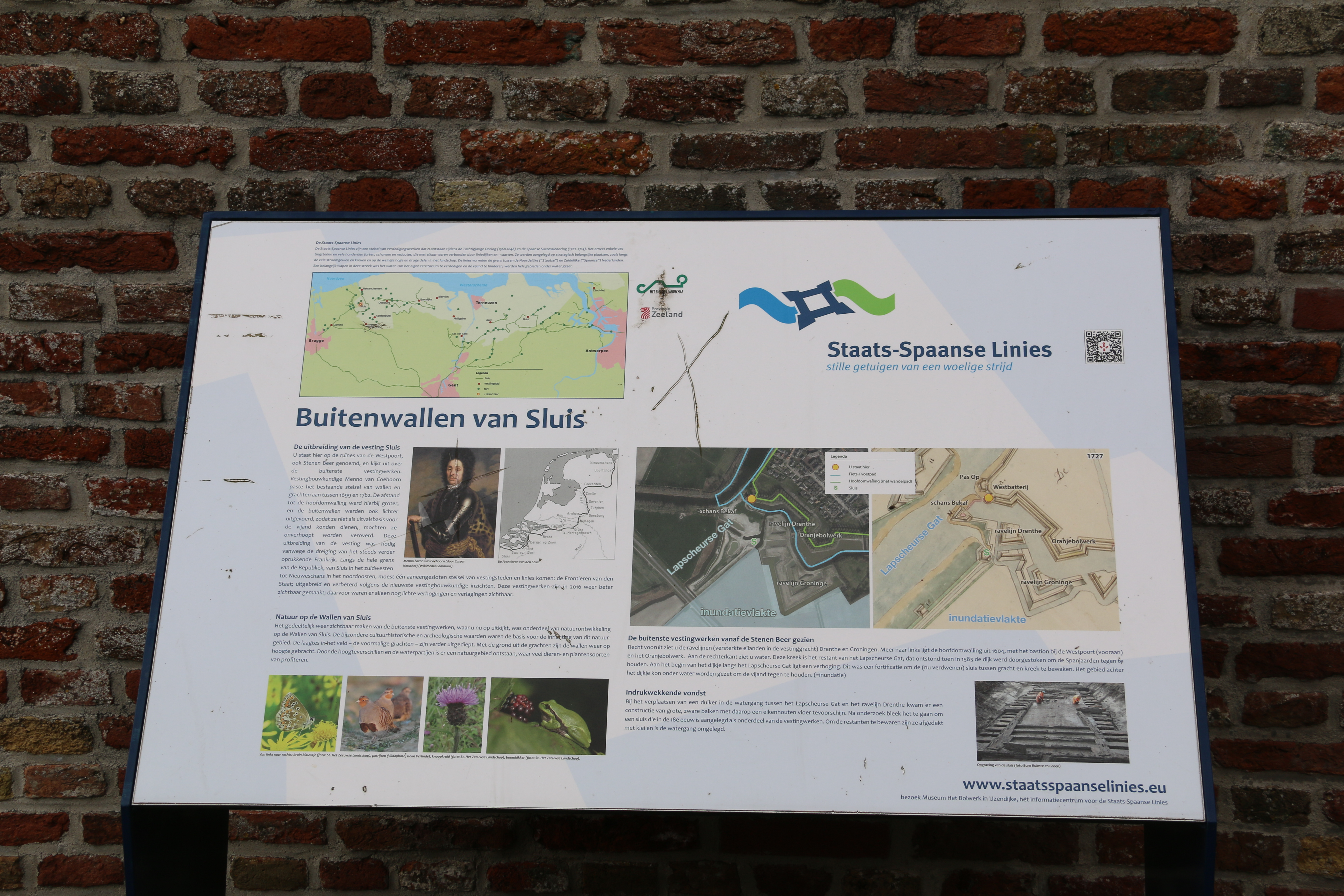
Wallen van Sluis

Vanaf 1581 begon Parma met de herovering van de Zuidelijke Nederlanden en in 1583 was vrijwel heel Zeeuws-Vlaanderen ingenomen, op Sluis, Biervliet en Terneuzen na, die in Staatse handen bleven. Van hier uit begon men de dijken door te steken, waardoor de zee het land overstroomde en de bevolking goeddeels wegtrok. De geulen tussen de eilanden vormden barrières voor de koninklijke of 'Spaanse' troepen. Ondanks dit hadden de Spanjaarden omstreeks 1600 geheel Zeeuws-Vlaanderen in handen, op de eilanden van Biervliet en Terneuzen/Axel na. Toen keerden de kansen en prins Maurits wist Philippine te veroveren en wilde van daar naar Duinkerke oprukken om de Duinkerker kapers te verslaan. Dit resulteerde in de Slag bij Nieuwpoort die door Maurits werd gewonnen. Kort daarna echter werd Philippine weer Spaans, maar de Staatsen veroverden West-Zeeuws-Vlaanderen in 1604. Philippine kwam echter pas weer in 1633, het Land van Hulst en Sas van Gent kwamen eerst in 1645 in Staatse handen.
De inundaties werden zeer geleidelijk weer ongedaan gemaakt. Herdijking vond mede om militaire redenen plaats, namelijk om versterkte steden met elkaar te verbinden. Pas tijdens het Twaalfjarig Bestand werd er weer op grote schaal ingepolderd.
Aan weerszijden van de ontstane 'grens' werden nu reeksen verdedigingswerken gebouwd: Steden werden met wallen en bastions versterkt, forten, redouten en schansen werden gebouwd en uiteindelijk werden de belangrijkste verdedigingswerken met elkaar verbonden door dijken, waardoor Linies van Communicatie ontstonden. Bij sommige forten verrezen complete dorpen, met huizen, kerk, en windmolens.
De eerste linies verrezen tegen het einde van de 16e eeuw, en ook in de eerste decennia van de 17e eeuw werden er vele aangelegd. Uiteraard gingen ze weleens over van Staatse in Spaanse handen en omgekeerd. Niet alle forten en linies hebben even lang bestaan. Sommige werden verwoest door krijgsgeweld, andere door inundaties zoals bij de inval van de Fransen in 1672. In vredestijd werden ze vaak niet onderhouden en vervielen ze.

### Verdere geschiedenis
Hoewel de Linies door de Vrede van Münster in 1648 in feite overbodig waren, waren er diverse krijgshandelingen die de machten aan een of beide zijden van de grens noopten om de Linies weer te activeren. Zo was daar de inval van de Fransen in 1672, de Spaanse Successieoorlog (1701-1714), de Oostenrijkse Successieoorlog (1740-1748) en daarna de Franse opmars van 1794 en uiteindelijk de Belgische Opstand van 1830. Gedurende al deze troebelen werd een deel van de Linies geactiveerd al droegen ze nauwelijks bij aan enig militair succes.

### Huidige situatie
In de huidige provincies West-Vlaanderen, Oost-Vlaanderen en Zeeland bevinden zich in de omgeving van de grens tussen België en Nederland meer dan 160 forten, redouten en versterkte stadjes die door Spaanse, Nederlandse en Franse legertroepen aangelegd werden tijdens de Tachtigjarige Oorlog (1568 - 1648) en de Spaanse Successieoorlog (1701 - 1714). Heel wat van deze forten zijn met elkaar verbonden door middel van liniedijken. Deze verdedigingswerken worden de Staats-Spaanse Linies genoemd.
De meeste versterkingswerken werden aangelegd volgens het oud-Nederlands vestingstelsel, oorspronkelijk ontworpen door Simon Stevin. Deze onderscheidden zich van de door de Italianen ontwikkelde stijl door het gebruik van natte in plaats van droge grachten, en door de kleinere verdedigingswerken, zoals schansen, een vierkante in plaats van vijfhoekige vorm te geven, wat goedkoper was. Een aantal sites werden ook in latere oorlogen nog herbruikt, en aangepast volgens de toen gangbare vestingbouwkundige principes.
Sommige verdedigingswerken zijn nog goed zichtbaar in het landschap (voorbeelden zijn Fort Nassau bij Retranchement, Fort Liefkenshoek en de stadswallen van vestingstad Hulst), andere zijn nog nauwelijks te zien, en alleen maar met een geoefend oog terug te vinden. Heel wat zijn nu natuurgebiedjes geworden, en hebben een hoge ecologische waarde.

## Blikvangers

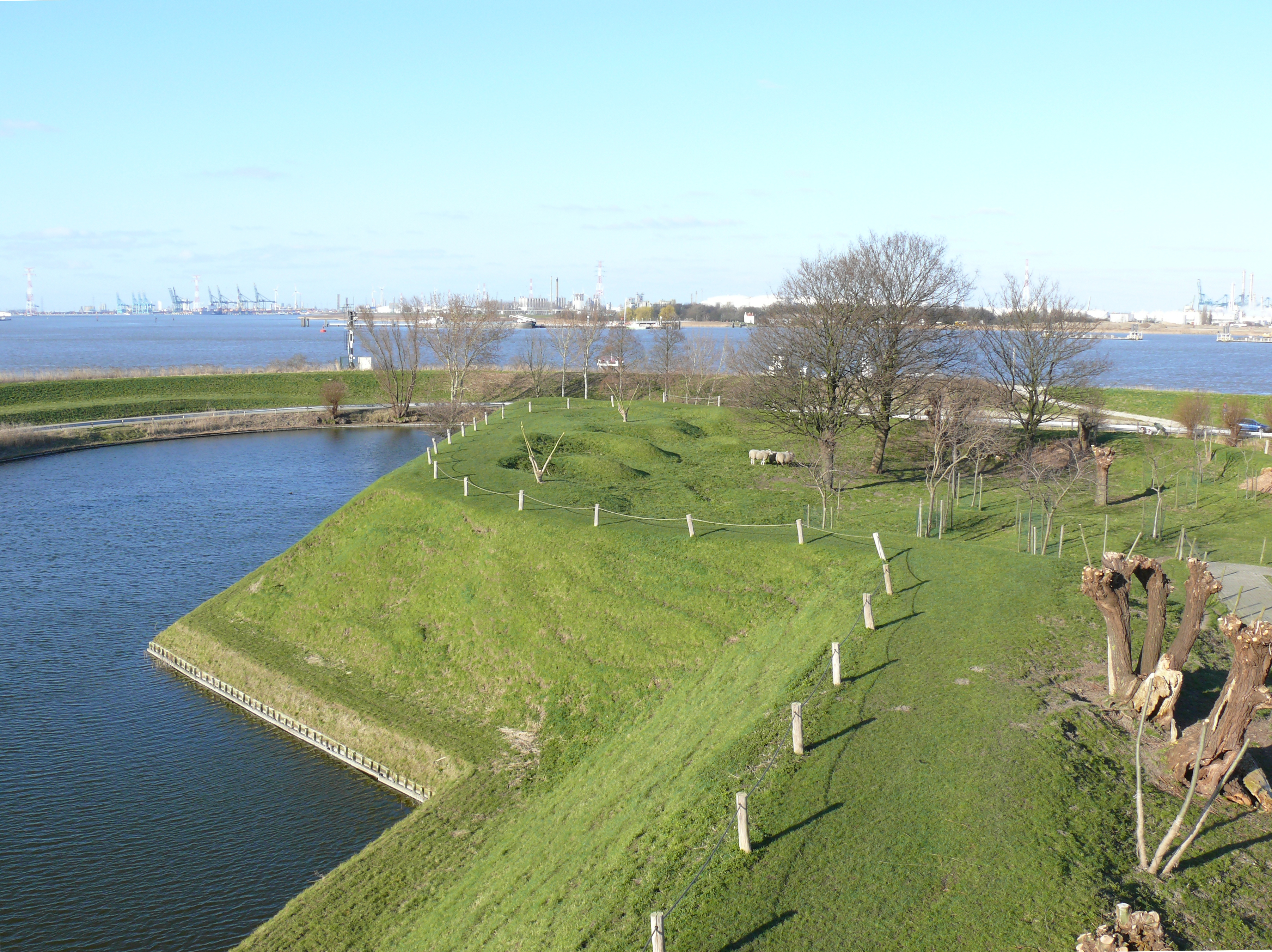
Fort Liefkenshoek

- Fort Liefkenshoek (Beveren, België)
- Fort van Beieren (Brugge, België)
- Wallen van Retranchement (Sluis, Nederland)
- Linie van Cantelmo (Knokke-Heist, België)
- Wallen van Damme (Damme, België)
- Fort Francipani (Moerbeke, België)
- Linie van Communicatie tussen Hulst en Sas van Gent (Terneuzen, Nederland)
- Wallen van Sluis (Sluis, Nederland)
- Stadswallen van Hulst (Hulst, Nederland)
- Linie van Communicatie ten Oosten van Hulst, met Fort Moerschans (Hulst, Nederland)
- Fort Moerspui (Terneuzen, Nederland)

## Restauratie
In het kader van het Krekenbeleidsplan (1997), een beleidsplan van de Provincies Oost-Vlaanderen, West-Vlaanderen en Zeeland, werd de intentie uitgesproken om de forten en verdedigingswerken in de grensstreek van Vlaanderen en Nederland te herwaarderen. Enkele concrete projecten volgden snel: de aankoop van het Fort van Beieren door de Provincie West-Vlaanderen (1998), de restauratie van de enkele eerste delen van de Stadswallen van Damme door Natuurpunt (1999, 2001), het herstel van de Stenen Beer in Hulst door Staatsbosbeheer (2001).
In verschillende Europese samenwerkingsprojecten werd verder gewerkt aan de restauratie van verschillende forten in het gebied. De Olieschans (Aardenburg), de stadswallen van Damme, een aantal forten van de Linie van Axel I (Fort Sint-Jacob, Fort Sint-Joseph en Fort Sint-Livinus) werden heringericht in het kader van een Europees project. De restauratie werd in de meeste gevallen gekoppeld aan natuurontwikkeling en recreatieve ontsluiting.
In IJzendijke werd een museum over de Staats-Spaanse Linies geopend, Het Bolwerk genaamd. In het Fort Liefkenshoek (Beveren) werd een eigentijds bezoekerscentrum gerealiseerd. Ook het bezoekerscentrum Damme en de Zwinstreek, en het Museum Sincfala geven bijzondere aandacht voor de vele forten en verdedigingswerken van de Staats-Spaanse Linies in de grensregio.
In Zeeland kwam een belangrijke financiële impuls voor restauraties vanuit het Rijksbeleid (WILG, Nota Belvédère, aanduiding Nationaal Landschap). In Vlaanderen gaven de Europese steun (EFRO) en de steun vanuit de toeristische- en natuursector een belangrijke duw in de rug. Via restauratie en ontsluiting worden deze identiteitsbepalende landschapselementen nieuw leven ingeblazen en op een eigentijdse manier geherwaardeerd en ontsloten.
In 2011 werd door een gezamenlijke uitgave van de drie betrokken provincies een speciaal Suske en Wiske stripalbum rond de geschiedenis van de linies uitgewerkt, De laaiende linies.

## Lijst van forten, redoutes, vestingsteden en linies
Onderstaande lijst is een opsomming van de forten, redoutes, vestingsteden en linies die deel uitmaken van de Staats-Spaanse linies (heel tijdelijke verdedigingswerken werden hier niet opgenomen). Ze zijn ingedeeld per gemeente. Een aantal van de forten bevinden zich pal op de grens van twee gemeenten, maar staan slechts eenmaal in de lijst. De data tussen haakjes verwijzen naar het jaar waarin de verdedigingswerken opgericht werden.

### Forten en Redoutes

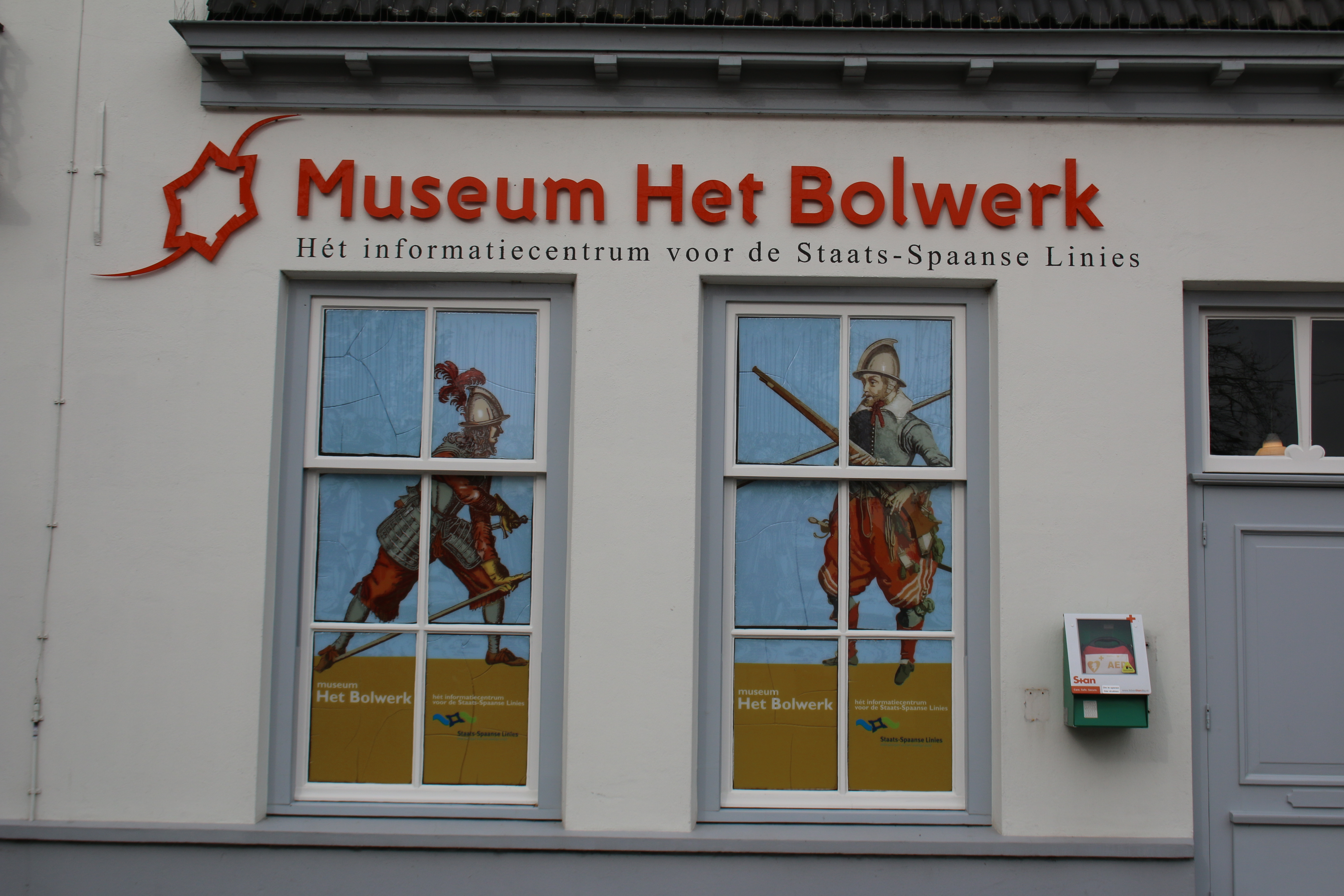
Museum Het Bolwerk over de Staats-Spaanse linies

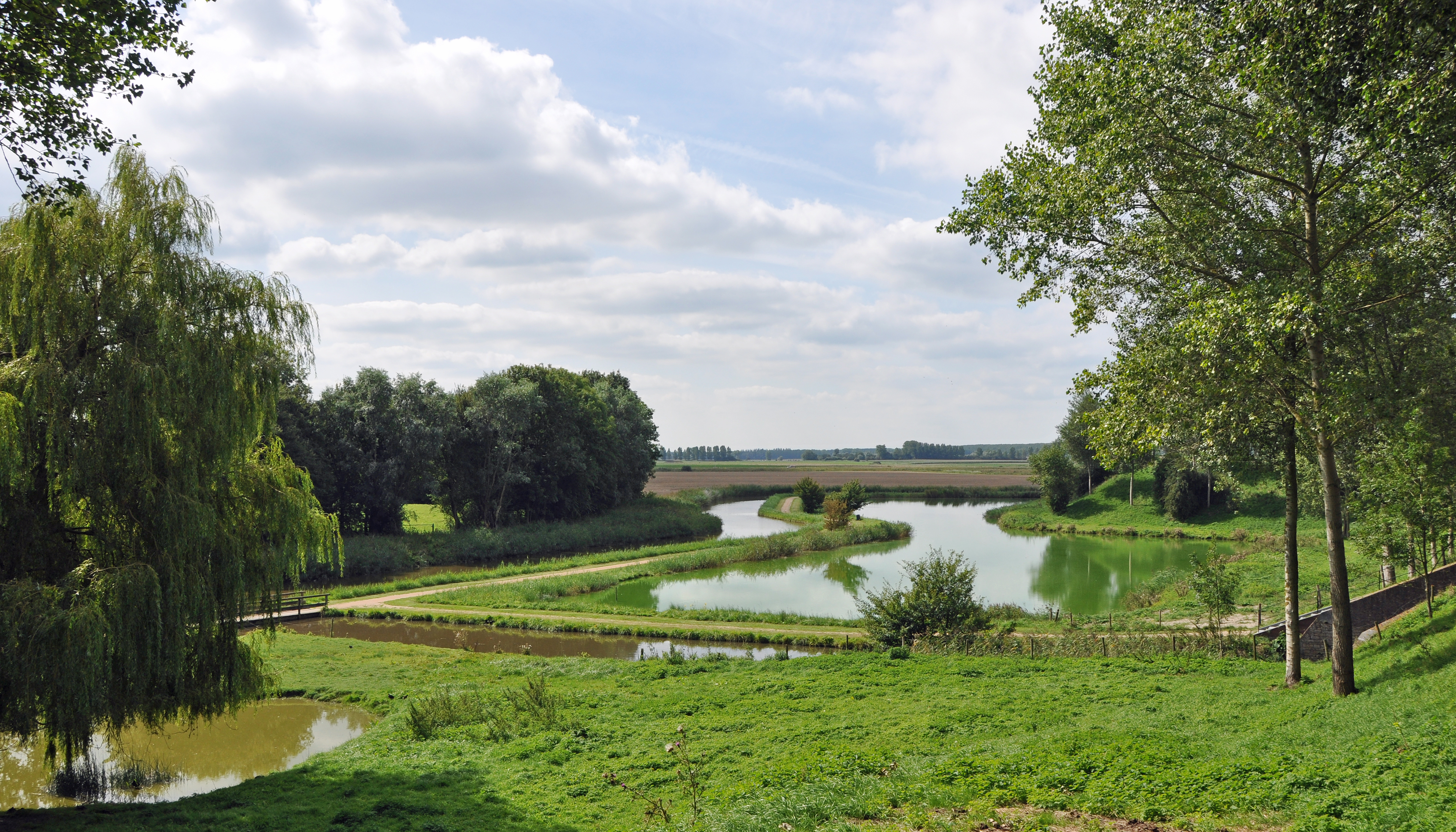
Wallen van Sluis

#### Assenede
- Fort Leopold (ca. 1647)
- Fort bij de zeesluis (ca.1600)
- Redoute Swert van Dorst (kort voor 1604)
- Redoute Haesop (kort voor 1604)
- Fort Sint-Laurent (1701).

#### Beveren
- Fort Kieldrecht (1583/1584)
- Fort Verrebroek (1586)
- Fort Kallo (1585)
- Fort Liefkenshoek (1584)
- Fort de Perel I en II (1584 en 1702)
- Staatse Linie met redoutes (1703-1704)
- Fort Sint-Anthoniushoek (1584)
- Redoute Haesop (1586)
- Steenlandschans (1586)
- Fort Tervente (1584)
- Fort Speir (1584)
- Schans Crèvecoeur (1702)
- Schans Dwars-in-de-weg (1702)
- Fort Kerckengat (1580)
- Redoute Kalishoek (1702)
- Fort Anthonis (vermoedelijk 1584).

#### Brugge
- Fort Lapin (1664)
- Fort van Beieren (1705).

#### Damme
- Redoute Verbrand Fort (1703)
- Redoute Bekaf (1703)

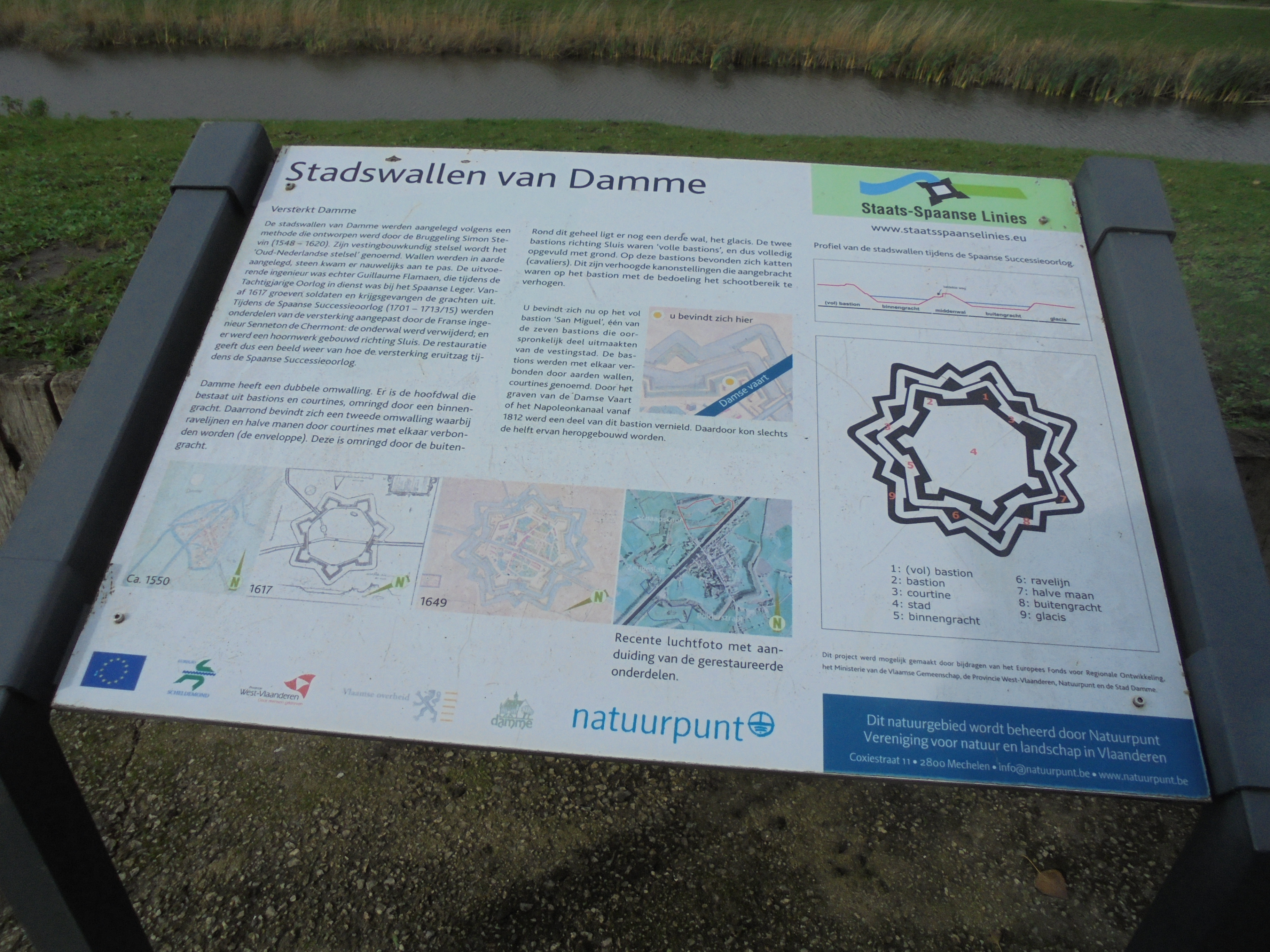
Wallen van Damme

- Fort Sint-Job (1604), ten zuiden van de huidige Damse Vaart, 1 km ten oosten van Hoeke, buurtschap  't Fort
- Fort van Damme (1704)
- Redoute van Michem (1703)
- Fort Sint-Donaas (1604), aan de huidige Damse Vaart, 2 km ten westen van Sluis, eindpunt van de Cantelmolinie, met redoutes.

#### Hulst
- Fort Moerschans (1591-1596)
- Fort De Rape (1595)
- Fort Zandberg (1586)
- Groot Kijkuit (1684)
- Klein Kijkuit (eind 17e eeuw)
- Vogelfort (1586)
- Fort Sint-Anna (Absdale) (1586)
- Fort Sint-Anna (Kuitaart)
- Fort Sint-Anna (Saaftinge) (1586)
- Fort Rooversberg
- Fort Miseri
- Fort De Blom (eind 16e eeuw)
- Fort Austria (eind 16e eeuw)
- Klein Verrekijker (eind 17e eeuw)
- Groot Verrekijker (eind 17e eeuw)
- Fort Nassau (Hulst) (eind 16e eeuw)
- Fort Haeften, De Noord en Luys (1572) waren niet ver van elkaar gelegen daar waar de huidige Hertogin Hedwigepolder zich bevindt

#### Knokke-Heist
- Fort Isabella of Kleinfort, (1622), opgenomen in Cantelmolinie
- Fort Sint-Theresia (1622), aan het Zwin
- Fort Sint-Clara (1599 -1622)
- Fort Sint-Marcus
- Redoute Sint-Bernardus (1627)
- Fort Sint-Paulus (1627)
- Fort van Heist (1593-1594)
- Fort ten Hazegraze en Sint-Joris (1599), ook: Fort Hazegras, aan het Zwin
- Redoutes van de Linie van Fontaine (1622)
- Redoutes van de Cantelmolinie (1632)
- Fort Sint-Frederik (1604)
- Fort Sint-Anna of Sterrefort (1627)

#### Moerbeke
- Fort Francipani (1644-1645)
- Fort Keizershoek (1644-1645)
- Fort Terwest (1644-1645)

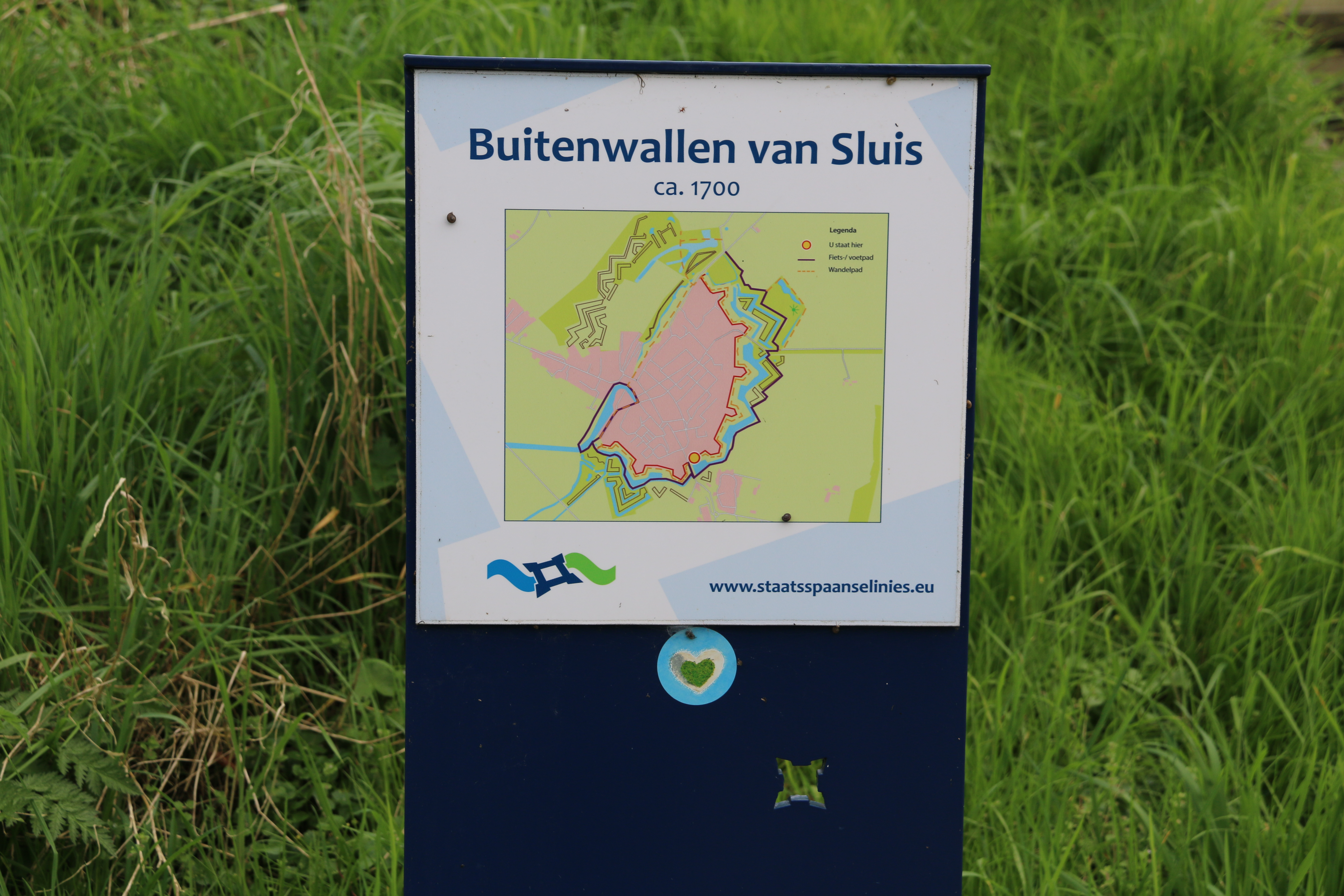
Wallen van Sluis

- Fort Masereels (ook: Fort Koewacht) (1590)

#### Sint-Gillis-Waas
- Fort Bedmar (1702), voorheen Fort De Klinge (1596)
- Fort Wrangel, met redoute (1702)
- Fort Fuentes (1595)
- Fort Spinola (1626)
- Fort Verreboom (1702).

#### Sluis

##### Westelijke reeks
- Retranchement, met:
  - Retranchement Cadsandria (1621)
  - Fort Oranje (Retranchement) (1621)
  - Fort Nassau (Retranchement) (1604)
- Ter Hofstee (1604), bij Terhofstede
- Fort Berchem (1643), bij Terhofstede
- Elderschans (1604), ten westen van Aardenburg
- Olieschans (1604), ten noorden van Aardenburg
- Kruisdijkschans (1639)[1] bij Heille
- Krabbeschans (1604), 2 km ten zuidoosten van Sluis
- Fort Slepeldamme-Havenfort (1600 - 1604), bij Aardenburgse Havenpolder, aan Gat van Coxyde, 3 km ten oosten van Sluis
- Bordeelschans, bij Draaibrug
- Redoute Grotendorst, ten zuiden van Aardenburg
- Coxyschans (1600), aan het Coxysche Gat
- Loofort (1643), ten zuidwesten van Zuidzande, aan Oude Zeedijk en Loodijkpolder
- Redoute Marollenput (1602-1603), 2 km ten zuiden van Nieuwvliet

##### Linie van Oostburg
- Hans Vriezeschans (1604), tussen Oostburg en Zuidzande
- Redoute Melk en Brokken (1605), zuidwesthoek Veerhoekpolder
- Fort Nijevelt (1605), ten zuiden van Oostburg, zuidoever van het Groote Gat
- Redoute Spek en Brood (na 1604), zuidoever van het Groote Gat
- Cathalijneschans (1600), 1 km ten oosten van Oostburg, zuidoever van het Groote Gat
- Redoute Sint-Philip (1604), bij Klein-Brabant en de Sint Philipspolder, 1,5 km ten westen van Waterlandkerkje
- Redoutes Waterlandkerkje
- Redoute Kaas en Brood (na 1604), 500 m ten oosten van Oostburg, aan de noordoever van het Groote Gat
- Scherpbier (1634), 2 km ten noordoosten van Oostburg

##### Passageule-Linie
- Fort De Munte (1604), buurtschap De Munte, 1 km ten zuiden van de Cathalijneschans
- Schans De Drie Gaten (1604), Oude Passageulepolder noordelijk deel, 2 km ten zuidwesten van Waterlandkerkje
- Schans Het Vrije (1604), 1 km ten zuiden van Waterlandkerkje
- Schans Middelburg (1604), 1 km ten zuidoosten van Waterlandkerkje
- Schans Konstantinopel (1604), nabij Hoeve Kanonhof, 1 km ten zuidoosten van Waterlandkerkje
- Schans Turkeye (1604), iets ten zuiden van de gelijknamige buurtschap
- Jonkvrouwschans (1604), 800 m ten zuiden van IJzendijke, buurtschap Ponte
- Oude Linie, tussen IJzendijke en Biervliet (1702)
  - Westfort (1702), Klein Zuiddiepepolder, 2 km ten zuidoosten van IJzendijke
  - Oostfort (1702), Magdalenapolder, 2,5 km ten zuiden van Biervliet
- Nieuwe Linie (1735)

#### Sinaai
- Liniedreef, Fondatie van Boudelo

#### Stekene
- Fort Sint-Jan (1585, 1702)
- Fort Stenenbrug (ca.1584, 1703)
- Fort Kiekenhage (ca.1584, 1703)
- Hellefort (1590).

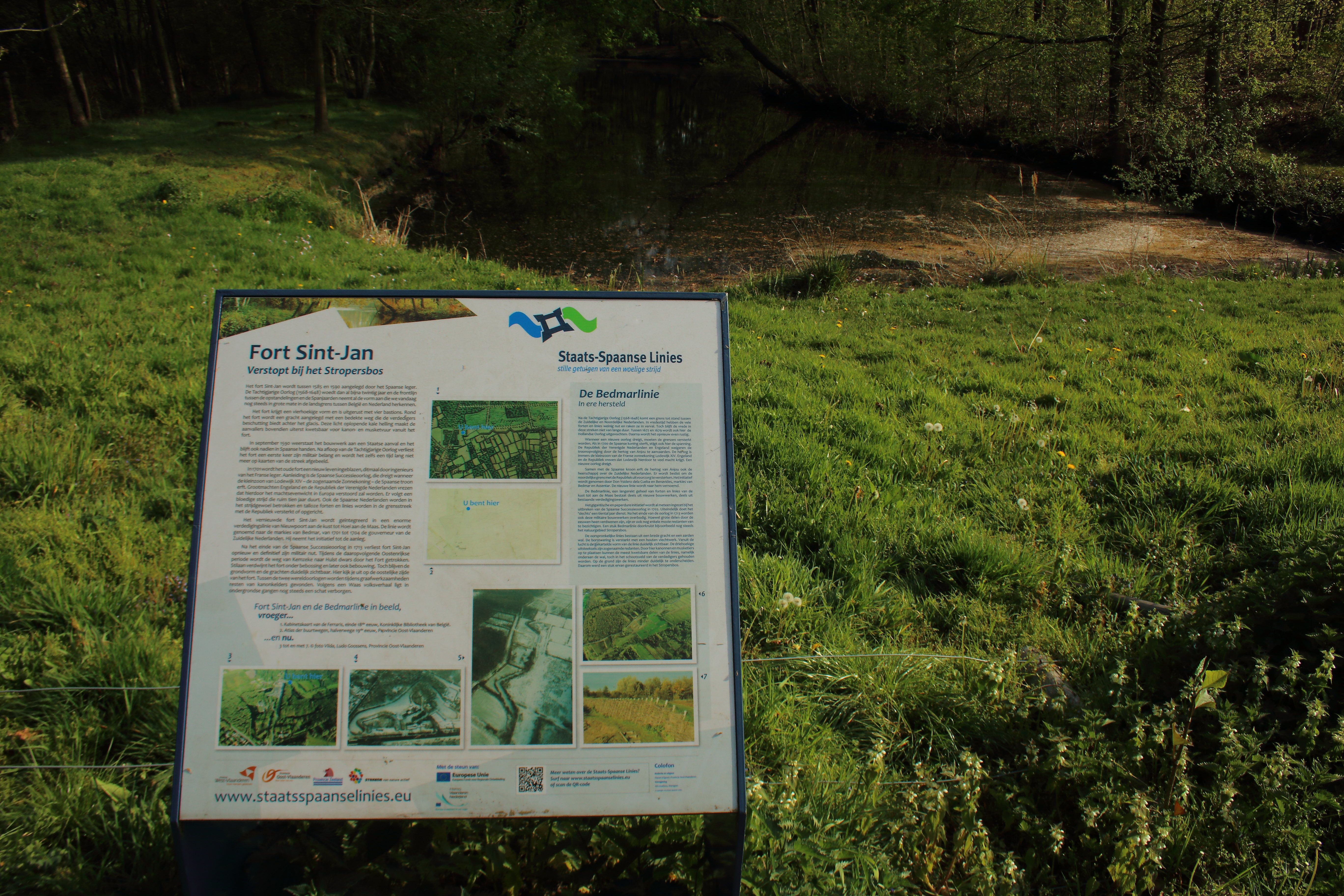
Fort Sint-Jan

- Fort Bekaf of Moenfort (voor 1630)

#### Terneuzen

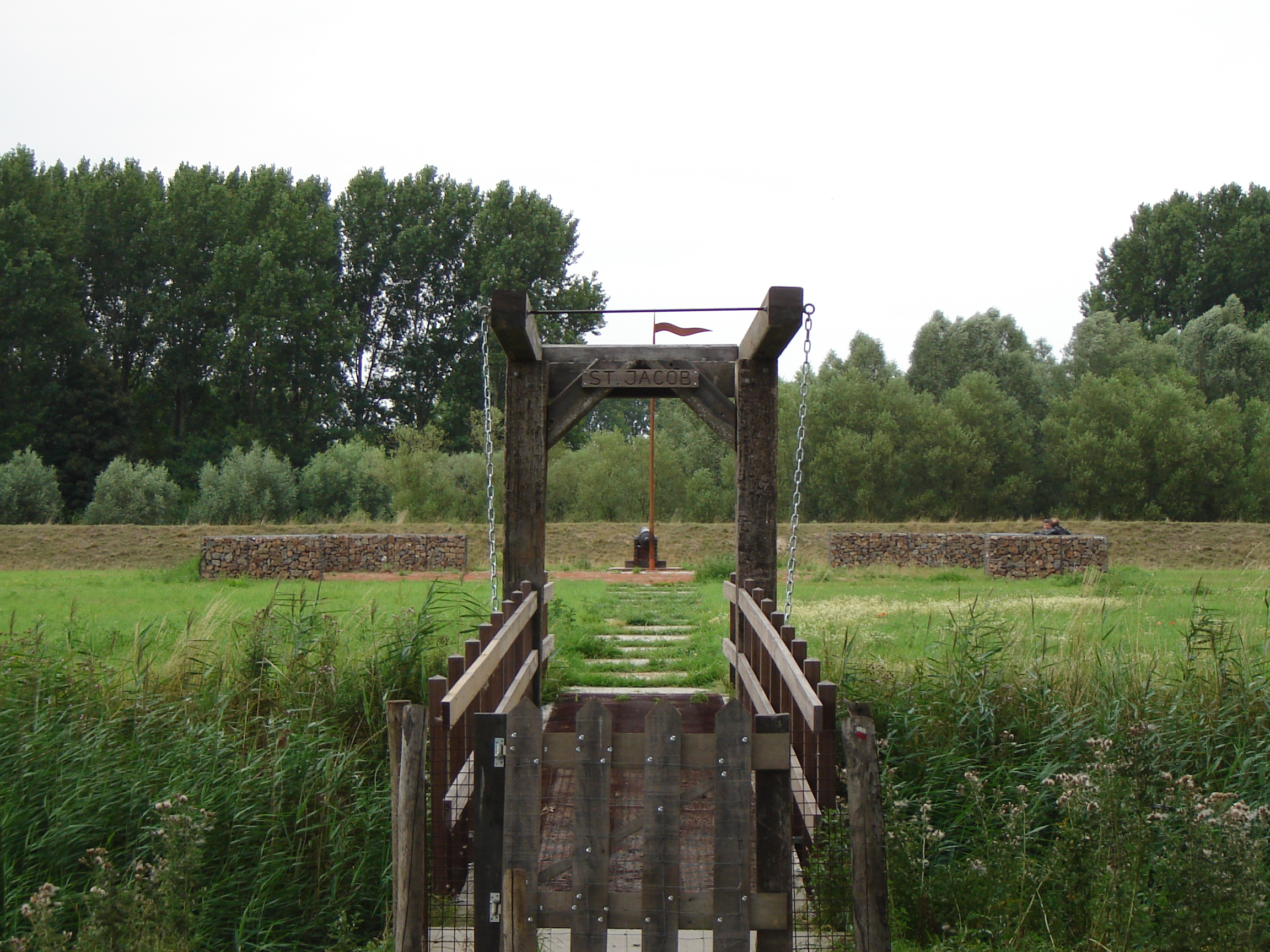
Fort Sint-Jacob

- Verdedigingswerken langs de Braakman (voor 1604)
- Fort Sint-Jan (De Ratte) (1634)
- Fort Sint-Marcus (De Muis) (1586)
- Fort Sint-Gelein (1634)
- Fort Sint-Catharina (1634)
- Fort Sint-Joseph (1634)
- Fort Sint-Jacob (1634)
- Fort Sint-Livinus (1634)
- Fort Sint-Nicolaas (1586)
- Redoute Moncado (1634)
- Fort Moerspui (1645)
- Mauritsfort (1588)
- Fort Sint-Franciscus (1634)
- Fort Sint-Andries (1634)
- Fort Ferdinandus (begin 17e eeuw)
- Fort Sint-Margriet, vanaf 1700 Fort Nassau genaamd (1596)
- Fort Kijkuit (1596)
- Fort Hendrik Filip, vanaf 1700 Fort Zeeland genaamd (1596)

#### Zelzate
- Fort Sint-Anthonius (1583 of 1586)
- Redoute Sint-Pieter (1634)
- Fort Sint-Steven (1586)
- Fort van Zelzate (kort na 1644) ?
- Fort Sint-Bernard (1634)
- Fort Sint-Elooi (1586)

### Vestingsteden
- Damme (1617)
- Middelburg (1e kwart 17e eeuw)
- Sluis (1604)
- Aardenburg (1604)
- Oostburg (1604)
- IJzendijke (1587 - 1604)
- Biervliet (16e eeuw)
- Philippine (1633)
- Terneuzen (eind 16e eeuw)
- Sas van Gent (1688)
- Axel (na 1586)
- Hulst (ca. 1620).

### Linies
- Linie van Fontaine (1632), langs het Zwin
- Cantelmolinie (1640), de vernieuwde Linie van Fontaine
- Linie van de Nieuwe Vaart (1644-1645)
- Bedmarlinie (gedeelte) (1701-1702)
- Linie van Communicatie tussen Hulst en Sas van Gent (1634)
- Linie van de Oranjepolder (1618), bij IJzendijke
- Linie van Axel I (1596)
- Linie van Axel II (ongeveer 1700)
- Linie van Communicatie ten Oosten van Hulst (1591)
- Passageule-Linie (1604)
- Linie van Oostburg (1604)
- Fortenreeks langs de Schelde (1578-1585)
- Brandkreek